# Heliodor de Constantinoble
Heliodor  (en llatí Heliodoros, en grec antic Ἡλιόδωρος) va ser prefectus urbi de Constantinoble l'any 432. És probablement el funcionari elogiat pel rei got Teodoric el Gran en una carta que va conservar Cassiodor.
Un funcionari amb aquest nom que tenia el càrrec de comes sacrarum largitionum l'any 468 seria el mateix personatge.